# Giải vô địch bóng đá thế giới 1950 (vòng đấu cuối)

Vòng đấu cuối của Giải vô địch bóng đá thế giới 1950 được tổ chức từ ngày 9 đến 16 tháng 7 năm 1950. Vòng đấu cuối có sự góp mặt của bốn đội tuyển bao gồm Brasil, Tây Ban Nha, Thụy Điển, và Uruguay. Đội chiến thắng vòng đấu cuối này trở thành nhà vô địch World Cup.
Uruguay đã giành được chức vô địch World Cup thứ hai sau khi đánh bại chủ nhà Brasil trong trận đấu quyết định.

## Các đội tuyển giành quyền tham dự
Các đội tuyển đứng đầu mỗi bảng sẽ giành quyền tham dự vòng đấu cuối.
| Bảng | Đội đứng đầu |
| ---- | ------------ |
| 1    | Brasil       |
| 2    | Tây Ban Nha  |
| 3    | Thụy Điển    |
| 4    | Uruguay      |

## Bảng xếp hạng
| VT | Đội         | ST | T | H | B | BT | BB | HS  | Đ | Kết quả cuối cùng |
| -- | ----------- | -- | - | - | - | -- | -- | --- | - | ----------------- |
| 1  | Uruguay (C) | 3  | 2 | 1 | 0 | 7  | 5  | +2  | 5 | Vô địch           |
| 2  | Brasil      | 3  | 2 | 0 | 1 | 14 | 4  | +10 | 4 |                   |
| 3  | Thụy Điển   | 3  | 1 | 0 | 2 | 6  | 11 | −5  | 2 |                   |
| 4  | Tây Ban Nha | 3  | 0 | 1 | 2 | 4  | 11 | −7  | 1 |                   |

## Các trận đấu
Tất cả thời gian theo giờ địa phương.

### Uruguay vs Tây Ban Nha
| Uruguay                  | 2–2      | Tây Ban Nha     |
| ------------------------ | -------- | --------------- |
| Ghiggia 29' · Varela 73' | Chi tiết | Basora 37', 39' |

| Uruguay | Tây Ban Nha |

### Brasil vs Thụy Điển
| Brasil                                                  | 7–1      | Thụy Điển             |
| ------------------------------------------------------- | -------- | --------------------- |
| Ademir 17', 36', 52', 58' · Chico 39', 88' · Maneca 85' | Chi tiết | Andersson 67' (ph.đ.) |

| Brasil | Thụy Điển |

### Brasil vs Tây Ban Nha
| Brasil                                                    | 6–1      | Tây Ban Nha |
| --------------------------------------------------------- | -------- | ----------- |
| Ademir 15', 57' · Jair 21' · Chico 31', 55' · Zizinho 67' | Chi tiết | Igoa 71'    |

| Brasil | Tây Ban Nha |

### Uruguay vs Thụy Điển
| Uruguay                       | 3–2      | Thụy Điển                 |
| ----------------------------- | -------- | ------------------------- |
| Ghiggia 39' · Míguez 77', 85' | Chi tiết | Palmér 5' · Sundqvist 40' |

| Uruguay | Thụy Điển |

### Thụy Điển vs Tây Ban Nha
| Thụy Điển                                 | 3–1      | Tây Ban Nha |
| ----------------------------------------- | -------- | ----------- |
| Sundqvist 15' · Mellberg 33' · Palmér 80' | Chi tiết | Zarra 82'   |

| Thụy Điển | Tây Ban Nha |

### Uruguay vs Brasil
| Uruguay                      | 2–1      | Brasil     |
| ---------------------------- | -------- | ---------- |
| Schiaffino 66' · Ghiggia 79' | Chi tiết | Friaça 47' |

| Uruguay | Brasil |

| GK                 | 1  | Roque Máspoli            |
| RB                 | 2  | Matías González          |
| LB                 | 3  | Eusebio Tejera           |
| RH                 | 4  | Schubert Gambetta        |
| CH                 | 5  | Obdulio Varela (c)       |
| LH                 | 6  | Víctor Rodríguez Andrade |
| OR                 | 7  | Alcides Ghiggia          |
| IR                 | 8  | Julio Pérez              |
| CF                 | 9  | Óscar Míguez             |
| IL                 | 10 | Juan Alberto Schiaffino  |
| OL                 | 11 | Rubén Morán              |
| Huấn luyện viên:   |    |                          |
| Juan López Fontana |    |                          |

| GK               | 1  | Moacir Barbosa |
| RB               | 2  | Augusto (c)    |
| LB               | 3  | Juvenal        |
| RH               | 4  | Bauer          |
| CH               | 5  | Danilo         |
| LH               | 6  | Bigode         |
| OR               | 7  | Friaça         |
| IR               | 8  | Zizinho        |
| CF               | 9  | Ademir         |
| IL               | 10 | Jair           |
| OL               | 11 | Chico          |
| Huấn luyện viên: |    |                |
| Flávio Costa     |    |                |

| Trợ lý trọng tài: Arthur Edward Ellis (Anh) George Mitchell (Scotland) | Luật lệ - 90 phút - Không được thay người |